# Boronia algida
Boronia algida är en vinruteväxtart som beskrevs av Ferdinand von Mueller. Boronia algida ingår i släktet Boronia och familjen vinruteväxter. Inga underarter finns listade i Catalogue of Life.